# Union soviétique aux Jeux olympiques d'été de 1968
L'Union soviétique participe aux Jeux olympiques d'été de 1968 à Mexico au Mexique. 312 athlètes soviétiques, 246 hommes et 66 femmes, ont participé à 164 compétitions dans 18 sports. Ils y ont obtenu 91 médailles : 29 d'or, 32 d'argent et 30 de bronze. Avec ce total de médailles d'or, l'Union soviétique termine à la deuxième place du tableau des médailles.